# Donkere paddenkopschildpad
De donkere paddenkopschildpad (Phrynops geoffroanus) is een schildpad uit de familie slangenhalsschildpadden (Chelidae).

## Naam en indeling
De wetenschappelijke naam van de soort werd voor het eerst voorgesteld door August Friedrich Schweigger in 1812. Oorspronkelijk werd de wetenschappelijke naam Emys geoffroana gebruikt. De soort behoorde lange tijd tot het geslachten Emys en Platemys, waardoor de verouderde wetenschappelijke namen in de literatuur worden gebruikt. De verwante soort Phrynops tuberosus werd lange tijd als een ondersoort gezien, maar wordt tegenwoordig als een aparte soort erkend.
De soortaanduiding geoffroanus is een eerbetoon aan de Franse zoöloog Etienne Geoffroy Saint-Hilaire (1805 – 1861).

## Uiterlijke kenmerken
De schildpad bereikt een maximale schildlengte tot 35 centimeter. Het schild is relatief afgeplat en is op het breedst aan de achterzijde, de schildvorm is ovaal. De kleur van het rugschild is bruin tot zwart met een gele schildrand. Op het schild is geen opstaande kiel aanwezig, oude dieren hebben een gleuf in de lengte op de bovenzijde van het schild. De kop is groot en breed, de snuitpunt steekt wat uit. De kaken hebben een gele kleur, onder de kin zijn twee gele baarddraden aanwezig. De kop en de poten zijn grijs tot bruin van kleur, de onderzijde is lichter tot witgeel. De poten zijn voorzien van goed ontwikkelde zwemvliezen, de voorpoten dragen vier klauwen, de achterpoten vijf. De zolen van de poten zijn donkerder tot soms zwart van kleur. Aan de zijkanten van de kop zijn twee zwarte lengtestrepen aanwezig.
Het buikschild is relatief groot, de lobben aan de voor- en achterrand hebben ongeveer dezelfde afmetingen. Het buikschild heeft een gele tot witgele kleur, bij jongere exemplaren is de kleur feller geel tot oranje of roze met donkere vlekken. De plastronformule is als volgt: fem >< intergul > an >< abd > pect >< gul >< hum. Het tussenkeelschild is zo breed dat de keelschilden elkaar niet raken.
Mannetjes zijn van vrouwtjes te onderscheiden door een langere en dikkere staart en een iets holler buikschild.

## Levenswijze
De donkere paddenkopschildpad is overdag actief en zont dan veel op boomstammen, vaak in groepen. Bij verstoring wordt snel het water betreden, soms zijn de schildpadden 's nachts actief.
Op het menu staan onder andere kleine vissen slakken en insecten, daarnaast worden ook wel plantendelen gegeten. Een bekende vijand zijn vissen zoals piranha's, van veel exemplaren in Venezuela is beschreven dat ze bijtwonden hebben aan hun poten die worden toegeschreven aan deze roofvissen.
De vrouwtjes zetten hun eieren af in een ongeveer vijftien centimeter diep nest aan de oever van het water. Het aantal eieren varieert van ongeveer tien tot twintig met uitschieters tot dertig per legsel. Uit waarnemingen van in gevangenschap gehouden dieren blijkt dat er tot vijf legsels per seizoen kunnen worden geproduceerd. De eieren hebben een witte kleur en een harde schaal en zijn ongeveer 25 millimeter breed en 31 mm lang. Na ongeveer vier maanden komen de jongen uit het ei, ze hebben een rugschildlengte van 38 tot 48 mm en zijn ongeveer acht tot veertien gram zwaar.

## Verspreiding en habitat
De donkere paddenkopschildpad komt voor in delen van Zuid-Amerika en leeft in de landen Venezuela, Colombia, Ecuador, Peru, Brazilië, Bolivia, Paraguay, Argentinië. Vermoed werd dat de soort ook in delen van Guyana voorkwam, maar dit betrof exemplaren van de verwante schildpad Phrynops tuberosus. De habitat bestaat uit kleine rivieren, hoefijzermeren en lagunen met langzaam stromend water, veel vegetatie en een modderbodem.

## Bedreiging en bescherming
Door verzamelaars worden de schildpadden massaal weggevangen voor de handel in exotische dieren. De donkere paddenkopschildpad wordt door de plaatselijke bevolking met speren of met de hand gevangen ter consumptie, evenals de eieren die worden opgegraven. Het vlees staat niet bekend als erg smaakvol en schijnt te smaken naar vis. Het eten van het vlees zou daarnaast huiduitslag veroorzaken die lijkt op netelroos. Door de internationale natuurbeschermingsorganisatie IUCN is nog geen beschermingsstatus toegewezen voor deze soort.